# Ковачова (округ Рожнява)
Ковачова (словац. Kováčová) — село в окрузі Рожнява Кошицького краю Словаччини, історична область Гемера. Площа села 13,82 км². Станом на 31 грудня 2016 року в селі проживало 62 жителі.

## Історія
Перші згадки про село датуються 1254 роком.

## Населення
| Рік:            | 1994. | 2004.    | 2014.    | 2024.   |
| --------------- | ----- | -------- | -------- | ------- |
| Кількість осіб: | 116   | 94       | 62       | 60      |
| Різниця:        |       | -18,96 % | -34,04 % | -3,22 % |

| Рік:            | 2023. | 2024.   |
| --------------- | ----- | ------- |
| Кількість осіб: | 58    | 60      |
| Різниця:        |       | +3,44 % |